# Sebastian Rohrberg
Sebastian Rohrberg (ur. 13 marca 1979) – niemiecki łucznik, dwukrotny medalista halowych mistrzostw świata. Startuje w konkurencji łuków klasycznych.
Największym jego osiągnięciem jest halowe mistrzostwo świata w 2007 roku w Izmirze, gdzie zdobył złoto indywidualnie i srebro drużynowo. 